# Marek Szymoński
Marek Szymoński (ur. 1950) – polski nawigator, specjalista transportu, kartografii, elektronik i kapitan, doktor habilitowany nauk technicznych, profesor nadzwyczajny Akademii Marynarki Wojennej im. Bohaterów Westerplatte i Akademii Morskiej w Gdyni, w latach 2001–2003 podsekretarz stanu w Ministerstwie Infrastruktury.

## Życiorys
W 1973 ukończył studia z elektroniki na Politechnice Warszawskiej, a w 1982 studia z nawigacji i transportu morskiego w Akademii Morskiej w Gdyni. W latach 1978–1982 odbył studia doktoranckie z nawigacji na Akademii Morskiej Admirała S.O. Makarowa w Sankt Petersburgu, a w latach 1986–1989 także studia z geodezji i kartografii na Politechnice Warszawskiej. Uzyskał stopień doktora habilitowanego. Specjalizował się w zakresie bezpieczeństwa transportu, geodezji i kartografia, geodezji wyższej, łączności morskiej, nawigacja morskiej, radionawigacji i transportu morskiego. Był profesorem Akademii Morskich w Gdyni i Szczecinie, Instytutu Morskiego w Gdańsku; obecnie jest profesorem nadzwyczajnym Akademii Marynarki Wojennej. W Akademii Morskiej w Gdyni (wówczas Wyższej Szkole Morskiej) był dyrektorem Instytutu Eksploatacji Statku (1986–1991), kierownikiem Katedry Manewrowania Statkiem (1991–2001) i prorektorem uczelni ds. rozwoju (1990–1994) i ds. morskich (1999–2001). Współautor książek, m.in. „Systemy morskiej nawigacji satelitarnej” i „Systemy  hiperboliczne  w nawigacji  morskiej” i autor książki „Nawigacyjne wykorzystanie sztucznych satelitów  Ziemi”.
W 1996 został kapitanem żeglugi wielkiej. W listopadzie 2001 powołany na stanowisko podsekretarza stanu w Ministerstwie Infrastruktury, odpowiedzialnego za gospodarkę morską. Stanowisko wiceministra utracił 3 marca 2003 po wyjściu PSL z koalicji rządzącej. Pracował następnie jako kapitan żeglugi wielkiej w Unity Line, pływał m.in. jako kapitan MS Horyzont II, MF Polonia, MF Gryf i „Daru Młodzieży”. Podczas dowodzenia „Darem Młodzieży” w 2001 roku uszkodził statek, wpływając na skały u wybrzeży Norwegii; jego winę uznała Izba Morska w Gdyni. Europejski Trybunał Praw Człowieka uznał jednak działania Izby Morskiej w Gdyni za naruszające artykuł 6 §1 oraz artykuł 13 Konwencji Praw Człowieka (Ref. No. 16772/08).